# Rodolfo Biagi
Rodolfo Biagi (Buenos Aires, 14 marzo 1906 – Buenos Aires, 24 settembre 1969) è stato un musicista argentino.

## Biografia
Iniziò la sua carriera suonando le musiche di sottofondo per i film muti. Durante queste esibizioni fu scoperto per la prima volta dal leader di un'orchestra di tango argentino.
Come pianista di tango, Biagi suonò per alcune orchestre fra le quali quella di Juan D'Arienzo dal 1935 al 1938. Più tardi formò un'orchestra propria dalle specifiche qualità ritmiche che contraddistinguono la sua musica.